# Halina Lorkowska
Halina Maria Lorkowska (ur. 27 stycznia 1950) – polska historyczka, teoretyczka muzyki, doktor habilitowana sztuk muzycznych, rektor Akademii Muzycznej im. Ignacego Jana Paderewskiego w Poznaniu (2012–2020).

## Życiorys

### Wykształcenie
Halina Lorkowska ukończyła w 1974 z wyróżnieniem teorię muzyki w Państwowej Wyższej Szkole Muzycznej w Poznaniu. Pracę magisterską Pieśni solowe na głos i fortepian z pierwszego okresu twórczości Karola Szymanowskiego napisała pod kierunkiem Floriana Dąbrowskiego. Praca ta została wyróżniona na Ogólnopolskim Konkursie uczelni muzycznych na prace magisterskie w Gdańsku. W latach 1975–1977 odbyła studia podyplomowe w Akademii Muzycznej im. Fryderyka Chopina w Warszawie. Pracę doktorską w dziedzinie nauk humanistycznych Muzyka w Teatrze Polskim w Poznaniu, w latach 1875–1920 (promotor: Lech Trzeciakowski) obroniła w Instytucie Historii Uniwersytetu im. Adama Mickiewicza w Poznaniu (1994). W 2016 habilitowała się w zakresie sztuk muzycznych, w dyscyplinie kompozycja i teoria muzyki na Uniwersytecie Muzycznym Fryderyka Chopina.

### Praca zawodowa
Od 1 października 1974 Halina Lorkowska pracuje na Wydziale Kompozycji, Dyrygentury, Teorii Muzyki i Rytmiki macierzystej uczelni. Specjalizuje się w wykładach z historii muzyki XX wieku. Pełniła bądź pełni liczne funkcje na uczelni, włącznie z prorektorską do spraw artystycznych i naukowych (2005–2012) oraz rektorską (2012–2020). Współpracuje także jako prelegentka i publicystka muzyczna. Prowadzi koncerty organizowane przez Akademię Muzyczną im. I. J. Paderewskiego w Poznaniu oraz Filharmonię Poznańską.
Wypromowała jednego doktora.

## Odznaczenia, wyróżnienia, nagrody
- Srebrny Medal „Zasłużony Kulturze Gloria Artis” (2020)[4]
- Nagroda Ministra Kultury i Dziedzictwa Narodowego za osiągnięcia organizacyjne (2020)
- Krzyż Kawalerski Orderu Odrodzenia Polski za wybitne zasługi dla kultury polskiej (2019)[5]
- Złoty Medal za Długoletnią Służbę (2010)
- Medal srebrny Labor Omnia Vinci Towarzystwa im. Hipolita Cegielskiego za pracę na rzecz kultury muzycznej miasta Poznania (2009)
- Medal Pamiątkowy z okazji 35-lecia Młodzieżowego Ruchu Miłośników Muzyki Pro Sinfonika w uznaniu zasług od Marszałka Województwa Wielkopolskiego Stefana Mikołajczaka (2002)
- Złoty Krzyż Zasługi (2001)
- Odznaka Honorowa Miasta Poznania (1989)
- Medal Komisji Edukacji Narodowej (1987)
- Srebrny Krzyż Zasługi (1987)
- Medal Pamiątkowy wybity z okazji 15-lecia istnienia Młodzieżowego Ruchu Miłośników Muzyki Pro Sinfonika (1983)
- Odznaka „Zasłużony Działacz Kultury” (1978)

## Publikacje książkowe
- Ignacy Jan Paderewski. Człowiek i dzieło, Poznań: Akademia Muzyczna im. I. J. Paderewskiego, 2013, ISBN 978-83-88392-66-5.
  - Ignace Jan Paderewski: the man and his work, Poznań: Akademia Muzyczna im. I. J. Paderewskiego, 2015 (tłum. Beata Brodniewicz), ISBN 978-83-88392-82-5.
- Muzyka w Teatrze Polskim w Poznaniu 1875–1920, Poznań: Akademia Muzyczna im. I. J. Paderewskiego, 2005.
- Kształty muzyki, Warszawa, 1998.
- Sztuka chóralnego śpiewu, Warszawa, 1998.